# Governo dell'India Libera

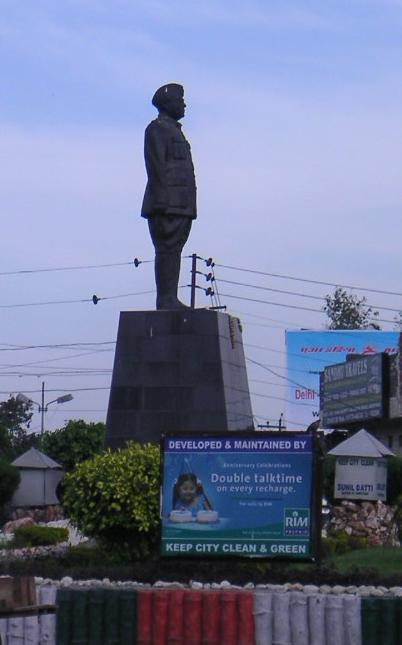
Statua di Subhas Chandra Bose, in una città in India.

Il Governo dell'India Libera o Arzier Hukumat-e-Azad Hind (urdu: عارضی حکومت آزاد ہند, hindi: आर्ज़ी हुक़ूमत—ए - आज़ाद हिन्द) è stato il governo nazionalista indù instaurato nella parte di India occupata dall'esercito giapponese durante la Seconda guerra mondiale. Fu fondato a Singapore allora occupata dai giapponesi nell'ottobre 1943 ed è considerato uno stato fantoccio dell'Impero Giapponese.
Faceva parte del movimento politico nato negli anni '40 fuori dall'India con lo scopo di allearsi con le potenze dell'Asse per liberare l'India dal dominio britannico. Fu fondato dai nazionalisti indiani in esilio durante l'ultima parte della seconda guerra mondiale a Singapore con l'assistenza monetaria, militare e politica del Giappone imperiale.
Fondato il 21 ottobre 1943, il governo si ispirò ai concetti di Subhas Chandra Bose che fu anche leader del governo e capo dello stato. Il governo proclamò che l'autorità sul personale civile e militare indiano nel territorio coloniale britannico del sud-est asiatico e la potenziale autorità sul territorio indiano sarebbero cadute nelle mani delle forze giapponesi e dell'esercito nazionale indiano durante la spinta giapponese verso l'India. Il governo dell'Azad Hind aveva una propria valuta, un tribunale e un codice civile e, agli occhi di alcuni indiani, la sua esistenza dava maggiore importanza alla lotta per l'indipendenza contro gli inglesi. Nel 1943 il Giappone cedette anche l'autorità nominale sulle isole Andamane e Nicobare occupate dai giapponesi, sebbene il governo continuasse a dipendere dal sostegno giapponese. Subito dopo la formazione del governo provvisorio, l'India Libera dichiarò guerra alle forze alleate sul fronte indo-birmano.
Il suo esercito, l'Esercito nazionale indiano, entrò in azione contro l'esercito indiano britannico e le forze alleate come parte dell'esercito imperiale giapponese nel settore Imphal-Kohima. L'INA ebbe il suo primo grande impegno nella battaglia di Imphal dove, sotto il comando della Quindicesima Armata giapponese, fece breccia nelle difese britanniche a Kohima, raggiungendo il saliente di Moirang prima di subire una sconfitta catastrofica poiché le forze alleate resistettero, e l'aviazione alleata bombardò le linee di rifornimento che furono compromesse e ciò costrinse sia i giapponesi che l'esercito nazionale indiano a ritirarsi. L'esistenza dell'Azad Hind coincideva essenzialmente con l'esistenza dell'esercito nazionale indiano. Mentre il governo stesso continuò fino alla fine della guerra fino a quando l'amministrazione civile delle Isole Andamane fu restituita alla giurisdizione britannica, il potere limitato dell'Azad Hind terminò di fatto con la resa dell'ultimo grande contingente di truppe indiane a Rangoon. La morte di Bose è vista come la fine dell'intero movimento Azad Hind.
L’eredità dell'Azad Hind è, tuttavia, suscettibile di giudizio. Dopo la guerra, il Raj osservò con allarme la trasformazione della percezione dell'Azad Hind da traditori e collaboratori a liberatori. L'Impero britannico, seriamente minacciato dall'Esercito nazionale indiano, accusò 300 ufficiali di tradimento, ma alla fine fece marcia indietro di fronte all'opposizione del Congresso.

## Storia

### Istituzione
Le origini dirette dell'Azad Hind possono essere collegate a due conferenze di espatriati indiani provenienti da tutto il sud-est asiatico, la prima delle quali si tenne a Tokyo nel marzo 1942. In questa conferenza, convocata da Rash Behari Bose, un espatriato indiano che vive in Giappone, fu istituita la Lega per l'Indipendenza Indiana come primo passo verso uno stato indiano indipendente politicamente allineato con l'Impero del Giappone. Rash si mosse anche per creare una sorta di esercito indipendentista che avrebbe aiutato a cacciare gli inglesi dall'India: questa forza sarebbe poi diventata l'Esercito nazionale indiano. La seconda conferenza, tenutasi nello stesso anno a Bangkok, invitò Subhas Chandra Bose a partecipare alla guida della Lega. Bose all'epoca viveva in Germania e arrivò in Giappone tramite sottomarino.
Rash Behari Bose, che stava già invecchiando quando fu fondata la Lega, lottò per mantenere la Lega organizzata e non riuscì a garantire le risorse per la creazione dell'Esercito nazionale indiano. Fu sostituito come presidente della Lega da Subhas Chandra Bose; c'è qualche controversia sul fatto se si sia dimesso di sua spontanea volontà o sotto la pressione dei giapponesi che avevano bisogno di una presenza più energica e mirata alla guida dei nazionalisti indiani.
Bose arrivò a Tokyo il 13 giugno 1943 e dichiarò la sua intenzione di sferrare un assalto contro le province orientali dell'India nel tentativo di spodestare gli inglesi dal controllo del subcontinente. Bose arrivò a Singapore il 2 luglio e nell'ottobre 1943 annunciò formalmente l'istituzione del governo provvisorio dell'India libera presso la Cathay Cinema Hall. Nel definire i compiti di questo nuovo organo politico, Subhas dichiarò: “Sarà compito del governo provvisorio lanciare e condurre la lotta che porterà all’espulsione degli inglesi e dei loro alleati dal suolo dell’India”. Bose, prendendo da Rash Bose il comando formale dell'esercito nazionale indiano demoralizzato e indebolito, lo trasformò in un esercito professionale con l'aiuto dei giapponesi. Reclutò civili indiani che vivevano nei territori occupati dai giapponesi del sud-est asiatico e incorporò un gran numero di prigionieri di guerra indiani dalle forze britanniche a Singapore, Malesia e Hong Kong per equipaggiare le brigate dell'esercito nazionale indiano.

### Amministrazione
Il 21 ottobre 1943, Subhas Chandra Bose divenne capo di Stato e di Governo dell'India Libera basato a Singapore. La stessa notte in cui Bose dichiarò l'esistenza dell'Azad Hind, il governo dichiarò guerra agli Stati Uniti e alla Gran Bretagna. Il governo era costituito da  Gabinetto che fungeva da comitato consultivo a  Bose, a cui fu dato il titolo di "Netaji" (che si traduce approssimativamente in "leader") ed era senza dubbio la figura dominante nel governo provvisorio. Esercitò un controllo praticamente autoritario sul governo e sull'esercito. Per quanto riguarda le prime dichiarazioni di guerra del governo, il "Gabinetto non era stato unanime riguardo all'inclusione degli Stati Uniti. Bose aveva mostrato impazienza e dispiacere. Gli eserciti dell'India libera parteciparono alle battaglie di confine in Birmania e in India, cercando di sollevare la popolazione indiana contro gli inglesi.
Alla fine dell'ottobre 1943, Bose volò a Tokyo per partecipare alla Conferenza della Grande Asia Orientale come osservatore nella sfera di co-prosperità della Grande Asia Orientale del Giappone; non poteva agire come delegato perché l'India era tecnicamente caduta fuori dalla giurisdizione della definizione giapponese di "Grande Asia orientale", ma Bose tenne discorsi in opposizione al colonialismo e all'imperialismo occidentale alla conferenza. Alla fine della conferenza, ad Azad Hind era stata assegnata una forma limitata di giurisdizione governativa sulle isole Andamane e Nicobare, che erano state catturate dalla Marina imperiale giapponese all'inizio della guerra.
Una volta sotto la giurisdizione dell'Azad Hind, le isole costituirono le prime rivendicazioni territoriali del governo. Le isole stesse furono ribattezzate "Shaheed" e "Swaraj", che significano rispettivamente "martire" e "autogoverno". Bose pose le isole sotto il governatorato del tenente colonnello Loganathan, che ebbe un coinvolgimento limitato con il governatorato ufficiale del territorio, coinvolgendosi invece nei piani per espandere l'esercito nazionale indiano, garantire uomini e materiale adeguati, per le amministrazioni e le relazioni della popolazione indiana nel sud-est asiatico e la determinazione dei progetti giapponesi in India e nel suo governo provvisorio. In teoria, il governo stesso aveva il potere di imporre tasse alla popolazione locale e di emanare e far rispettare le leggi: in pratica, queste venivano applicate dalle forze di polizia sotto il controllo giapponese. All'inizio gli indiani erano disposti a pagare queste tasse, ma divennero meno propensi a farlo verso la fine della guerra, quando il governo provvisorio promulgò una legislazione per aumentare le tasse in tempo di guerra per finanziare l'esercito. Durante il suo interrogatorio dopo la guerra, Loganathan ammise di aver avuto il pieno controllo solo sul dipartimento dell'istruzione delle isole, poiché i giapponesi avevano mantenuto il pieno controllo sulle forze di polizia e, per protesta, si era rifiutato di accettare responsabilità di qualsiasi altra area di governo. Non ebbe il potere di impedire il massacro di Homfreyganj del 30 gennaio 1944, dove quarantaquattro civili indiani furono fucilati dai giapponesi perché sospettati di spionaggio. Molti di loro erano membri della Lega per l'indipendenza indiana, il cui leader a Port Blair, Diwan Singh, era già stato torturato a morte nel carcere di Cellular dopo aver fatto del suo meglio per proteggere gli isolani dalle atrocità giapponesi durante i primi due anni di occupazione.
Le forze militari dell'Azad Hind videro alcuni successi contro gli inglesi e si trasferirono con l'esercito giapponese per assediare la città di Imphal nell'India orientale. I piani per marciare verso Delhi, ottenendo sostegno e nuove reclute lungo il percorso, si bloccarono sia con l'inizio della stagione dei monsoni che con la mancata cattura di Imphal. I bombardamenti britannici ridussero seriamente il morale e i giapponesi, insieme alle forze indiane,  che iniziarono il ritiro dall'India.
Oltre a queste battute d'arresto, l'esercito nazionale indiano dovette affrontare una sfida formidabile quando le truppe furono lasciate a difendere Rangoon senza l'assistenza dei giapponesi nell'inverno 1944-1945. Loganathan è fu trasferito dalle Isole Andamane per fungere da comandante sul campo. Con una guarnigione  composta di circa 6.000 uomini, presidiò la capitale birmana in assenza di altre forze di polizia o truppe durante il periodo compreso tra la partenza dei giapponesi e l'arrivo degli inglesi. Riuscì a mantenere la legge e l'ordine al punto che non fu segnalato un solo caso di  saccheggio durante il periodo dal 24 aprile al 4 maggio 1945.

### Collasso
Lasciata a difendere Rangoon dall'avanzata britannica senza il sostegno dei giapponesi, l'Azad hind fu sonoramente sconfitta. A Bose fu suggerito di lasciare la Birmania per continuare la sua lotta per l'indipendenza indiana e tornò a Singapore prima della caduta di Rangoon; il governo che Azad Hind aveva stabilito sulle isole Andamane e Nicobare crollò quando le guarnigioni delle truppe giapponesi e indiane furono sconfitte dalle truppe britanniche e le isole stesse furono riconquistate.  Con la sconfitta del Giappone nella campagna birmana a metà del 1945, il Governo dell'India Libera fu sciolto, e Bose scomparve fuggendo a Tokyo, probabilmente per l'abbattimento del suo aereo.
I soldati che componevano le brigate dell'Esercito nazionale indiano furono presi come prigionieri di guerra dagli inglesi. Alcuni di questi prigionieri furono portati in India e processati dai tribunali britannici per tradimento, tra cui un certo numero di ufficiali di alto rango come il colonnello Gurbaksh Singh Dhillon. La difesa di questi individui dall'azione giudiziaria da parte degli inglesi divenne un punto centrale di contesa tra il Raj britannico e il Movimento per l'indipendenza indiana negli anni del dopoguerra.

## Caratteristiche
Formato negli anni della Seconda guerra mondiale al di fuori dell'India, fu basato prima a Singapore e poi a Port Blair, nelle Andamane, e si poneva come principale obiettivo era di raggiungere l'indipendenza di tutta l'India.
La formazione del governo fu sostenuta dall'Impero giapponese, nelle cui armate erano confluiti migliaia di indiani disertori dall'esercito imperiale britannico. Essi andarono a formare il primo esercito nazionale indiano.
Oggi, gli storici occidentali ritengono che il Governo dell'India Libera fosse uno stato fantoccio del Giappone, ma la maggioranza della popolazione indiana considera come martiri i combattenti dell'esercito nazionale indiano morti nella lotta contro l'Impero britannico.